# Becky Smith
Becky Smith (Canadá, 3 de enero de 1959) es una nadadora canadiense retirada especializada en pruebas de estilo libre, donde consiguió ser medallista de bronce olímpica en 1976 en los 4 x 100 metros.

## Carrera deportiva
En los Juegos Olímpicos de Montreal 1976 ganó la medalla de bronce en los 4 x 100 metros libre, con un tiempo de 3:48.81 segundos, tras Estados Unidos y Alemania del Este; y en cuanto a las pruebas individuales también ganó el bronce en los 400 metros estilos, tras la alemana Ulrike Tauber y su paisana canadiense Cheryl Gibson.
Y en el Campeonato Mundial de Natación de 1975 celebrado en Cali, Colombia, ganó el bronce en los relevos 4 x 100 metros estilos.